# Fundamentalkatalogen
Fundamentalkatalogen är en förteckning över utvalda stjärnor som definierar en ram för ett astronomiskt referenssystem kallat fundamentalsystem. I denna katalog ges noggranna positioner för ett mindre antal fundamentalstjärnor, relativt vilka andra observerade himlakroppars positioner bestäms samt instrument kalibreras. Fundamentalstjärnorna används även för tidsbestämning och, tidigare, för bestämning av en orts latitud och longitud på jordytan. Begreppen "fundamentalkatalog, "fundamentalsystem" och "fundamentalstjärna" är förvisso generella, men har kommit att närmast uteslutande beteckna den fundamentalkatalog som givits ut av tyska Astronomisches Rechen-Institut och de i detta system ingående stjärnorna.
Upptäckten av extragalaktiska radiokällor (som uppvisar föga mätbar egenrörelse) och utvecklingen av precisionen inom långbasinterferometrin gjorde dock att fundamentalsystemet ersattes av ICRS som Internationella Astronomiska Unionens standardreferenssystem, men icke desto mindre är fundamentalkatalogen fortfarande viktig för den optiska astronomin (men den är sedan FK6 detsamma som ICRS optiska referenssystem).

## Versioner
Den första fundamentalkatalogen sammanställdes av den tyske astronomen Arthur Auwers på uppdrag av Astronomische Gesellschaft. Den gavs ut i två delar: Fundamental-Catalog für die Zonen-beobachtungen am nördlichen Himmel 1879 och Mittlere Örter von 83 südlichen Sternen für 1875.0 1883. Dessa båda verk gav ekvatoriella koordinater för 539 respektive 83 fundamentalstjärnor i epok 1875.0. Auwers publicerade 1897 en uppdatering för södra halvklotet gällande epok 1900.0.
Den andra fundamentalkatalogen, Neuer Fundamentalkatalog ("NFK"), publicerades 1907 av Astronomisches Rechen-Institut, då i Berlin (från 1945 i Heidelberg), under ledning av Jean Peters och omfattade epokerna 1875.0 och 1900.0 för 925 stjärnor.
Den tredje, Dritter Fundamentalkatalog des Berliner Astronomischen Jahrbuchs, allmänt betecknad "FK3", sammanställdes av August Kopff, publicerades 1937 och gav positioner för 873 fundamentalstjärnor (52 av Auwers stjärnor hade strukits på grund av "dubbelstjärnkaraktär" - därtill kommer ytterligare 662 stjärnor publicerade i ett "supplement" 1938 Die Zusatzsterne für die Epoche 1950, vilket sammanlagt ger 1 535 stjärnor) i epokerna 1925.0 och 1950.0.
Fourth Fundamantal Catalogue, "FK4", sammanställdes på rekommendation från IAU under ledning av Kopff tillsammans med Walter Fricke, publicerades 1963 och gav nya positioner för de 1 535 fundamentalstjärnorna i FK3.
Fifth Fundamental Catalogue, "FK5", sammanställdes under ledning av Fricke, publicerades i tre delar 1988-1993, gav förbättrade positioner (i epokerna B1950.0 och J2000.0) och egenrörelser för stjärnorna i FK3 och FK4 samt lade till nya fundamentalsjärnor.
Sixth Catalogue of Fundamental Stars FK6 publicerades 1999 (del 1) och 2000 (del 3) och kombinerar data från FK5 med resultat från Hipparcos-satelliten varigenom fundamentalkatalogen länkades samman med IAU:s ICRF. I FK6 är stjärnornas egenrörelser bestämda med en precision på 0,59 millibågsekunder per år.

## Apparent Places of Fundamental Stars
Fundamentalkatalogerna FK5 och FK6 (tillsammans med data från Hipparcos) finns fritt tillgängliga på Internet som ARIAPFS (Astronomische Rechen-Institut Apparent Places of Fundamental Stars). ARIAPFS ges även ut årligen i bokform sedan 1941.